# Картофель (сленг)
Картофель (нім. Kartoffel) — принизливий сленговий термін, який використовується в інших культурах для опису німців. Його також використовують у жартівливій формі та як самоназву.

## Історія
"Kartoffel" стосується особи німецького походження, зокрема етнічного німця з точки зору алохтонного населення Німеччини. Використання слова Kartoffelfresser («картопляний ненажера») стало популярним у 1960-х роках, коли його зазвичай використовували як принизливий термін для опису людей німецького походження. Перше відоме використання слова в подібному значенні було в 1873 році, коли брати Грімм в їх Deutsches Wörterbuch використали термін в глузливій манері, щоб описати жителів Рудних гір як Kartoffelwänste («картопляні животики»), оскільки картопля була єдиною їжею, яка вони їли, чи то через бідність, чи то за звичкою.

## Суперечки
Термін «Kartoffel» використовувався в дебатах про германофобію. У 2010 році Крістіна Шредер, міністр у справах сім’ї, заявила в телевізійному інтерв’ю для ARD, що дітей називають «німецькою картоплею» або «німецькими повіями». Вона назвала такі образи формою расизму. Ерхарт Кертінг, сенатор внутрішніх справ Берліну та Джем Оздемір, співголова партії Союз 90/Зелені, закликали до послідовних дій проти такої поведінки, тоді як політик Союз 90/Зелені Свен-Крістіан Кіндлер назвав заяви Шредер «псевдо -науковою, небезпечною нісенітницею».
Німецький журналіст Юліан Райхельт був номінований на нагороду Goldene Kartoffel («золота картопля») у 2018 році від асоціації Neue deutsche Medienmacher («Творці нових німецьких медіа») для Bild-Zeitung за написання репортажів про бідність та імміграцію. Райхельт відмовився від нагороди, стверджуючи, що термін «Kartoffel» перетворився на «расистську образу на німецьких шкільних подвір’ях і аж ніяк не має добрих намірів».
Термін "Картофель" з'явився в публічних дебатах щодо національної збірної Німеччини з футболу після того, як вона вибула з Чемпіонату світу з футболу 2018 року в Росії. Згідно зі статтею, опублікованою в німецькому журналі Der Spiegel, німецька футбольна команда була розділена на так звані групи, Канаке (нім. Kanake) (принизливий сленг для іноземця, проживаючого в Німеччині), включаючи міжнародних гравців Жерома Боатенга, Месута Езіла та Юліана Дракслера, і Картофелі (нім. Kartoffel) з «типовими» німцями, такими як Томас Мюллер і Матс Гуммельс. Різниця між цими групами в основному пов'язана зі способом життя гравців: більш розкішна група Канаке висміювала спосіб життя Картофель. У відповідь на висвітлення цього в новинах, гравці національної збірної Ілкай Гюндоган і Лукас Подольскі, активні гравці DFB до 2017 року, сказали, що це не принизливі жарти.
Німецький сатирик і ведучий нічних шоу Ян Бемерманн описав авторів німецької Вікіпедії як переважно білих німців не імігрантів в епізоді Die Telelupe: Wikipedia на Neo Magazin Royale 18 квітня 2019 року. Він створив статтю, щоб побачити, чи залишиться у Вікіпедії матеріал, який би образив цю групу людей.

## Використання в музиці
У німецькому репі та німецькомовному панку термін «Картофель» також використовується як позначення німців у текстах пісень. Нижче деякі з них:
- 187 Strassenbande — „Ein Code“ (альбом Der Sampler II)
- Akne Kid Joe — Kartoffel (альбом Karate Kid Joe)
- Ali As feat. Pretty Mo — „Deutscher / Ausländer“ (альбом Amnesia)
- Audio88 & Yassin —  „Schellen“ (альбом Halleluja)
- Egotronic feat. Emilie Krawall – „An die Wand“ (альбом Keine Argumente)
- Eko Fresh —  „Die Abrechnung“ (альбом German Dream Allstars)
- Fler — „Schrei nach Liebe“
- Ян Делей —  „Kartoffeln“ (альбом Mercedes-Dance)
- JAW – „Fremdkörper“ (альбом Die unerträgliche Dreistigkeit des Seins)
- KC Rebell feat. Kool Savas – „Spiegel“ (альбом Abstand)